# Landeskriminalamt (Deutschland)

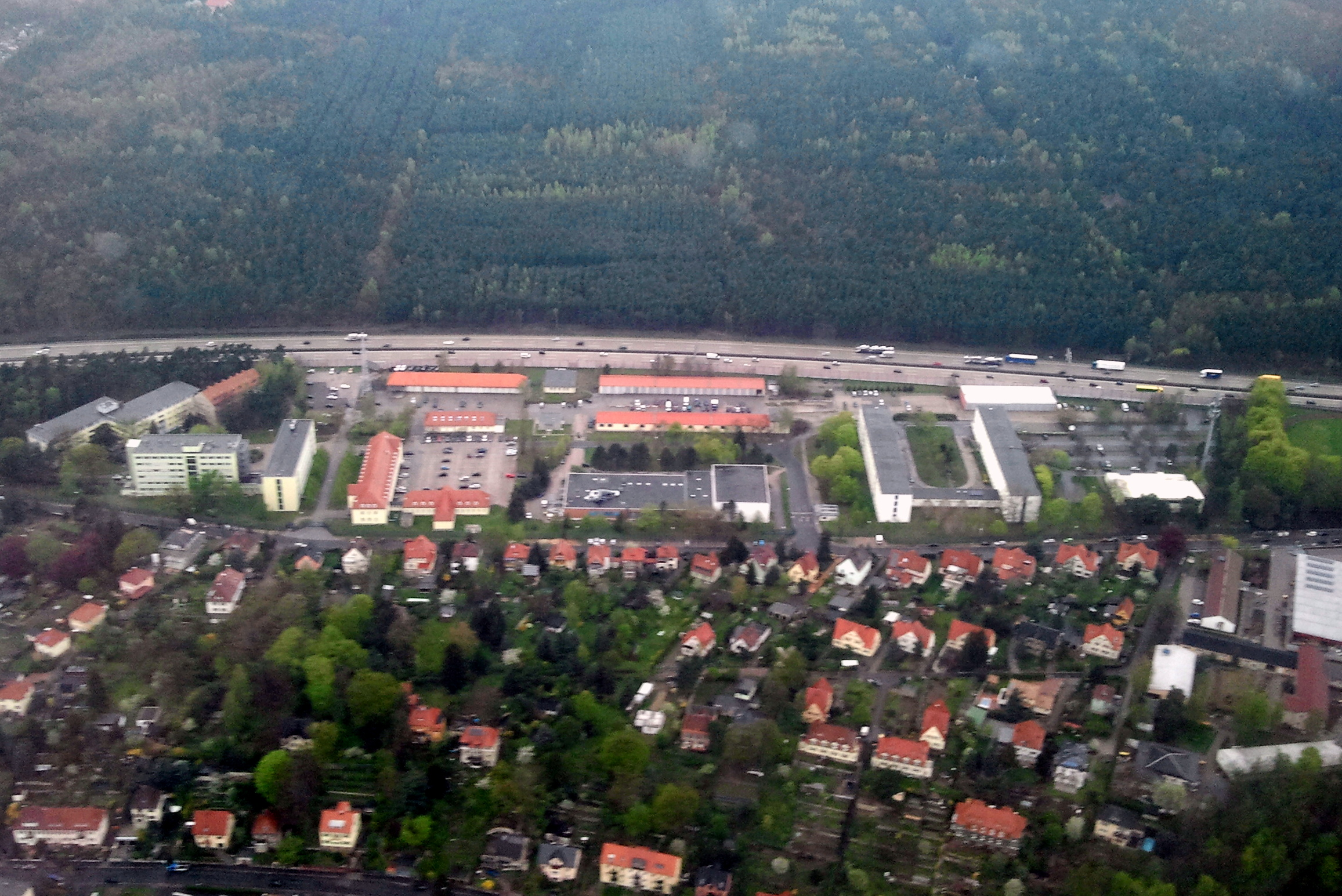
Landeskriminalamt Sachsen in Dresden (2013)

Ein Landeskriminalamt (LKA) ist eine Einrichtung deutscher Landespolizeien, die in jedem der 16 Bundesländer vorhanden ist. Üblicherweise handelt es sich um eine Landesoberbehörde – teilweise sind es unselbständige Behördenteile.
Landeskriminalämter sind wie andere deutsche Polizeibehörden dem jeweiligen Innenministerium nachgeordnet. Das Landeskriminalamt Berlin ist eine unselbstständige Außenstelle der Landespolizeibehörde Polizei Berlin. Das Landeskriminalamt Brandenburg ist seit dem 1. Januar 2011 ein unselbständiger Organisationsteil des Landespolizeipräsidiums, ebenso das Landeskriminalamt Saarland seit dem 1. März 2012.

## Aufgaben und Tätigkeiten
Die Landeskriminalämter versehen neben Aufgaben der Gefahrenabwehr in besonderen oder herausragenden Fällen Aufgaben bei der Strafverfolgung. Aufgrund eigener Zuständigkeit oder aufgrund Zuweisung der Staatsanwaltschaften werden umfangreiche, herausragende oder überregionale Ermittlungstätigkeiten in den Bereichen Korruption, Wirtschaftskriminalität, Sexualstraftaten, Organisierte Kriminalität, Rauschgift, Falschgeld und Staatsschutz für die Polizeibehörden am Ort wahrgenommen. Kriminaltechnische Untersuchungen (Forensik) erfolgen in den jeweiligen Kriminaltechnischen Instituten (KTI), beispielsweise für Niedersachsen im KTI-Niedersachsen.
In der Regel werden in den Landeskriminalämtern neben der technischen Auswertung von Fingerabdrücken (Daktyloskopie) und anderer Spuren (Schuhabdrücke, Material- und Faserspuren) auch Experten für die operative Fallanalyse bereitgehalten.
Daneben werden durch das Landeskriminalamt jährlich die Polizeilichen Kriminalstatistiken für die jeweiligen Bundesländer erstellt.
Die Landeskriminalämter mit ihrer Zentralstellenfunktion sind für die Polizeidienststellen der jeweiligen Länder das Bindeglied zum Bundeskriminalamt (BKA).
Einige Landeskriminalämter unterhalten einen rund um die Uhr besetzten Kriminaldauerdienst und auch ein eigenes Mobiles Einsatzkommando (MEK). Zudem sind die Spezialeinsatzkommandos (SEK) in vielen Fällen dem LKA angegliedert, sofern sie nicht organisatorisch der Bereitschaftspolizei, dem Innenministerium oder auch einer großen überörtlichen Polizeidienststelle (Präsidien usw.) direkt unterstellt sind.

## Liste der Landeskriminalämter
- Landeskriminalamt Baden-Württemberg
- Bayerisches Landeskriminalamt (BLKA)
- Landeskriminalamt Berlin
- Landeskriminalamt Brandenburg
- Landeskriminalamt Bremen
- Landeskriminalamt Hamburg
- Hessisches Landeskriminalamt (HLKA)
- Landeskriminalamt Mecklenburg-Vorpommern
- Landeskriminalamt Niedersachsen (LKA NI)
- Landeskriminalamt Nordrhein-Westfalen
- Landeskriminalamt Rheinland-Pfalz
- Landeskriminalamt Thüringen
- Landeskriminalamt Saarland
- Landeskriminalamt Sachsen
- Landeskriminalamt Sachsen-Anhalt
- Landeskriminalamt Schleswig-Holstein